# Karin Ageman

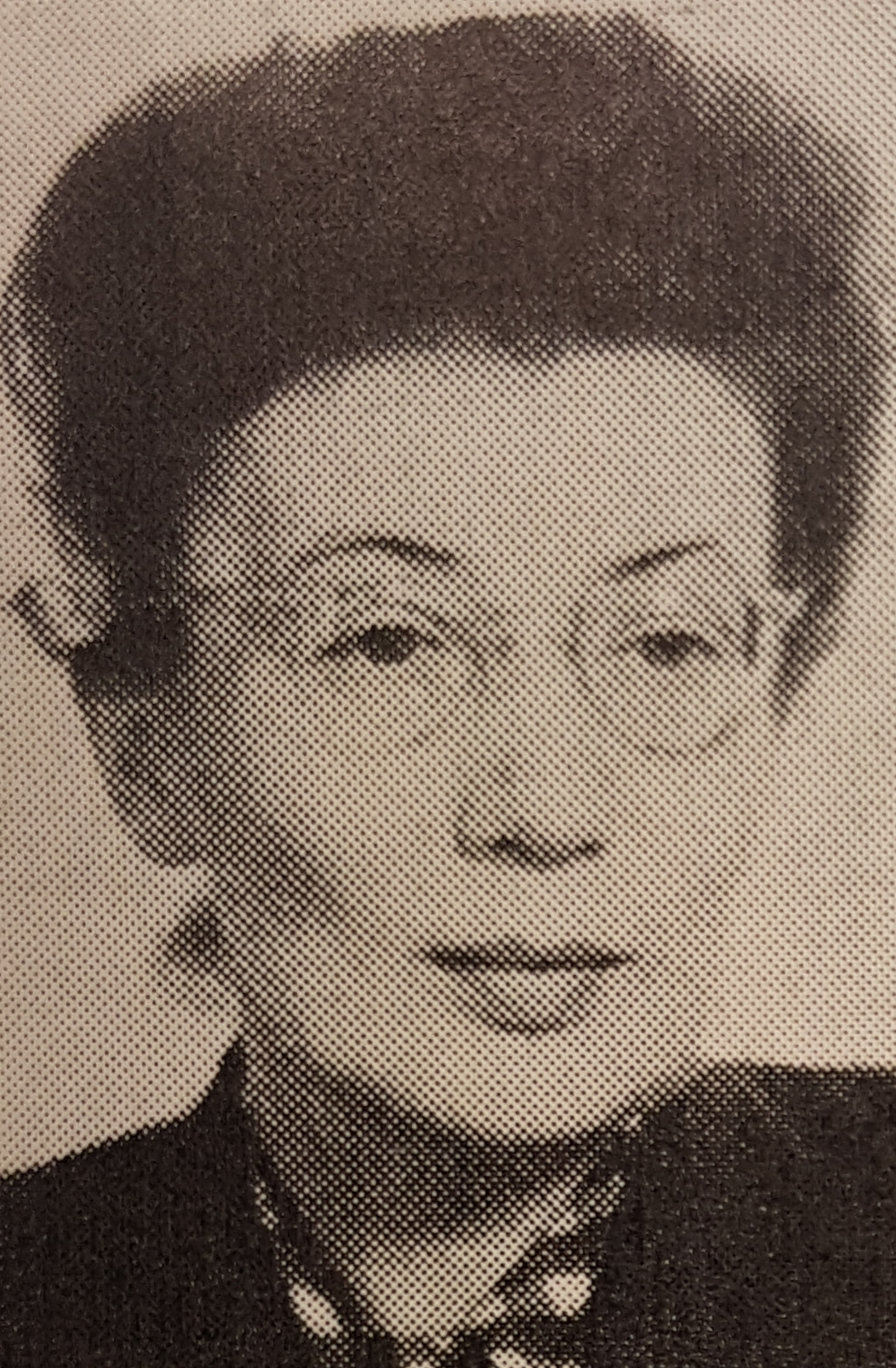
Karin Ageman, Foto aus Svenskt konstnärslexikon, 1952

Karin Charlotta Ageman (* Pettersson 2. Juli 1899 in Stockholm; † 20. März 1950 ebenda) war eine schwedische Designerin, Zeichnerin und Buchkünstlerin.

## Biographie
Ageman war die älteste Tochter eines Seemanns und einer Hausfrau. Sie hatte zwei Schwestern und einen Bruder. In den 1910er Jahren nahmen die Geschwister den Mädchennamen der Mutter an. Ageman studierte nach der Schulzeit an der Kunsthochschule, die heute den Namen Konstfack trägt. Ein Stipendium der Vereinigung Svenska Slöjdföreningen ermöglichte ihr Studienreisen nach Frankreich, Italien und Deutschland. Nach dem Studium war sie unter anderem bei einer Druckerei und bei einem Reklamebüro angestellt. Später im Jahr 1936 startete sie ihr eigenes Atelier mit zahlreichen Aufträgen. Einige ihrer Arbeiten unterstützten konservative Parteien, die sich in dieser Zeit für die gesetzliche Festschreibung von sozialen Errungenschaften einsetzten. Bis zum Jahr 1944 nahm Ageman an nationalen und internationalen Kunstausstellungen teil. Ab 1945 war sie freie Dozentin an der Hochschule Konstfack. Ageman fand nach ihrem Tod 1950 ihre letzte Ruhestätte auf dem Norra begravningsplatsen (Nordfriedhof) in Solna nördlich von Stockholm.

## Werk
Zu Agemans Werken zählten unter anderem Plakate, Tapeten, Textilien und Buchumschläge. Schon kurz nach ihrem Studium wurde sie 1928 ausgewählt, um die Diplome für die Nobelpreisträger zu gestalten. Sie übernahm die künstlerische Ausschmückung des Buches Färg och form (Farbe und Form) von August Brunius. Ageman war in die schwedischen Beiträge zur Weltausstellung 1937 in Paris involviert. Zwei Jahre später zur Ausstellung in New York gestaltete sie dem Ausstellungskatalog, Swedish Arts and Crafts: Swedish Modern – A Movement towards Sanity in Design. Mit Carl-Axel Virin gab Ageman ein Schulbuch für Designstudenten heraus. Eine für eine Ausstellung von 1944 entworfene Tapete, war noch in den frühen 2020er Jahren im schwedischen Handel erhältlich.